# Corporation Trust Company
Corporación Trust Company, es una subsidiaria en total propiedad de Wolters Kluwer, una compañía multinacional de servicios de información con sede en Alphen aan den Rijn, Países Bajos y con operaciones en más de 35 países. CT Corporation representa a cientos de miles de entidades comerciales en todo el mundo. Proporciona software y servicios que utilizan los profesionales de derecho.

## Historia
La compañía ahora conocida como CT Corporation ha estado en el negocio desde su fundación en Nueva Jersey en 1892 con solo 44 empleados. La carta original de la empresa fue escrita a mano y declaró que su propósito era "llevar a cabo una actividad general de agencia, especialmente actuar como agente de fideicomiso de corporaciones".
En 1895, lo que entonces era la Corporación Trust Company comenzó a ayudar a abogados con los detalles de la incorporación de las corporaciones en todos los estados y territorios. Abrieron su primera oficina en la ciudad de Nueva York en 1899. En 1955, excedieron las 75,000 unidades de representación estatutaria (incluidas unidades nacionales y extranjeras).